# Carlos César Lenzi
Carlos César Lenzi ( Montevideo, Uruguay, 3 de noviembre de 1895 – Buenos Aires, 10 de junio de 1963 fue un diplomático, periodista, poeta y escritor que es autor de varias letras de tango, entre los cuales se encuentra el famoso A media luz.

## Labor en teatro
En 1918 la actriz Blanca Podestá representó en el Teatro Buenos Aires su primera obra escénica titulada El domador.
A ella siguieron alrededor de 60 piezas, muchas de ellas representadas tanto en teatros de Argentina como de Uruguay, entre otras, La noche nupcial (1926), Yo, tú y él (1926), El escándalo del día  (1928), Yo te amo (1940), estrenada por Lola Membrives, Argentina-Brasil, Arriba el telón , La gran milonga , Hacete el muerto Julián ,  Nadie escapa a su destino ,  El palco N° 9 y Viaje al paraíso. La mayoría de estas obras las realizó en colaboración con el autor uruguayo Ángel Curotto.

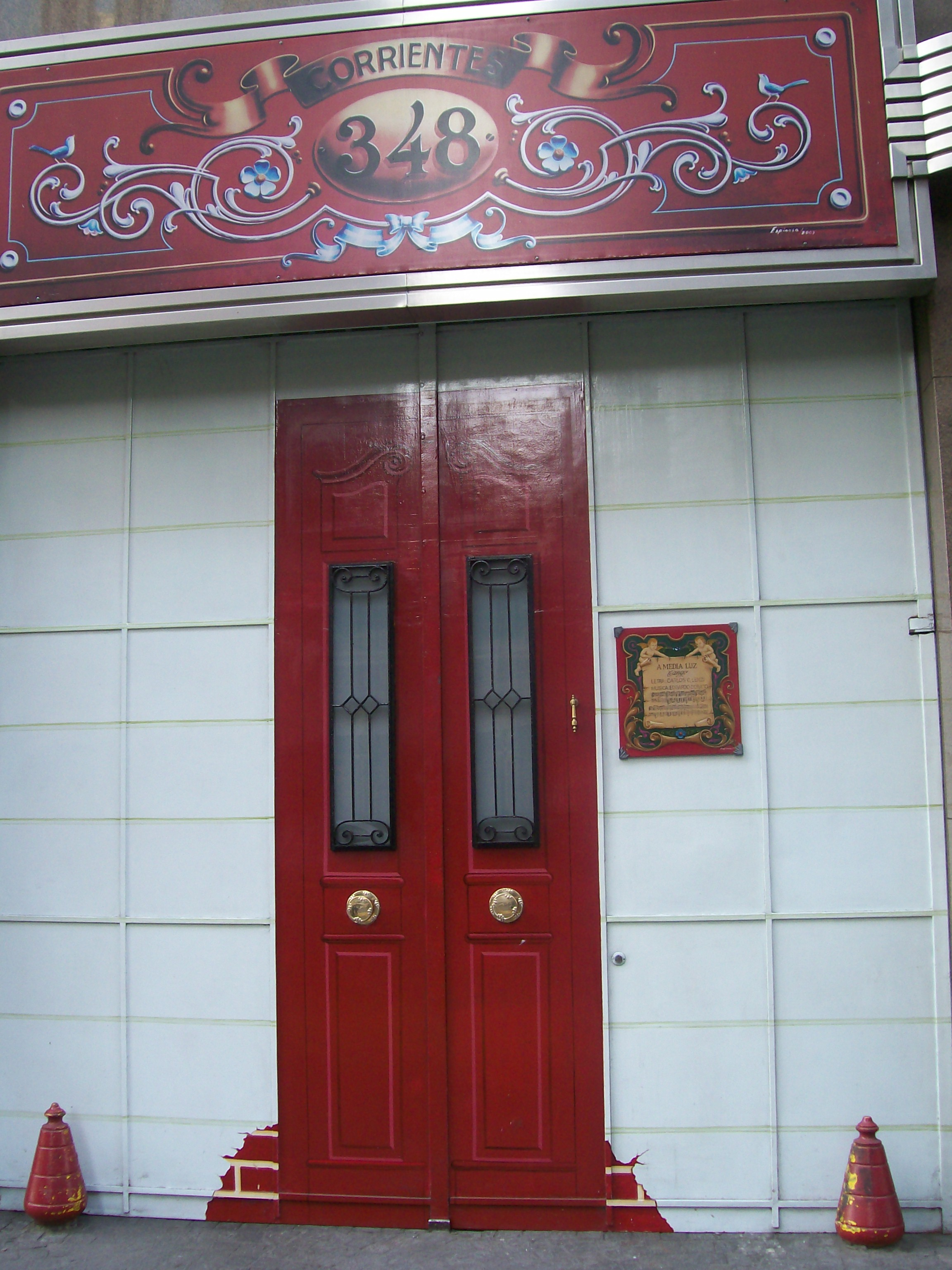
Frente actual de Corrientes 348 de Buenos Aires y cartel conmemorativo de A media luz

## Su relación con el tango
En 1925 Lenzi escribió para la revista Su Majestad la Revista del Teatro Cataluña de Montevideo una de las letras de tango de mayor difusión en toda su historia: A media luz, con música de Edgardo Donato, que estrenó allí la cancionista Lucy Clory. De inmediato fue registrado por Firpo, Canaro y Gardel, iniciando la serie de grabaciones realizadas por los más diversos artistas en el mundo. Fue un gran éxito de Azucena Maizani cuando lo incluyó en su repertorio a partir de octubre de 1926 en el Teatro de la Comedia, en Buenos Aires, en su propia compañía de revistas que encabezaba. 
Después vinieron otros tangos, como En voz baja, con música de Adolfo Mondino; Adiós arrabal, música de Juan Baüer, Firpito; Mimí se fue, música de Luis Viapiana; Yo te amo y Si yo no supe querer.
Carlos Gardel, que era su amigo, grabó varias piezas de Lenzi: A media luz; Noches de Montmartre , tango con música de Manuel Pizarro; ¡Araca París!, tango con música de Ramón Collazo que, al igual que el anterior, Lenzi escribió residiendo en París, y Por tus ojos negros, una canción rumba de la película Espérame, en colaboración con Alfredo Le Pera y Don Aspiazú.
Lenzi también dirigió la revista uruguaya Tabaré y publicó en 1923 su libro de versos titulado Poemas.
Carlos Lenzi falleció en Buenos Aires el 10 de junio de 1963.